# 芳桥街道
芳桥街道是中华人民共和国江苏省无锡市宜兴市下辖的一个街道办事处。
2014年2月19日，江苏省人民政府批复同意撤销芳桥镇，以其原行政区域设立芳桥街道办事处，街道办事处驻芳桥集镇芳阳路50号，行政区域面积43.78平方公里，人口2.8万人，管理2个居委会、8个村委会。

## 行政区划
芳桥街道下辖以下村级行政区划单位：
龙眼社区、神龙社区、芳桥村、阳山村、后村村、夏芳村、华阳村、扶风村、金兰村和屺山村。